# EMI Christian Music Group
EMI Christian Music Group är ett dotterbolag till EMI som innehåller de skivmärken som ges ut i kategorin samtida kristen musik. Bolaget har sitt huvudkontor i Nashville, USA.

## Skivmärken
- ForeFront Records
- Gotee Records
- Sparrow Records
- Tooth and Nail Records
- EMI Gospel
- WorshipTogether.com